# NK Mihovil Šibenik
NK Mihovil je nogometni klub iz Šibenika. Trenutačno se natječe u 1. ŽNL Šibensko-kninskoj. 
Klub je osnovan 24. prosinca 1993.

## Poznati bivši igrači
- Krešimir Makarin

## Vanjske poveznice
- sibenski.slobodnadalmacija.hr, FEŠTA U MANDALINI - Šibenski nogometni klub proslavio 25. rođendan: policijski 'Mihovil' dobio špigete, objavljeno 20. prosinca 2018.